# La Costa (Casterner de les Olles)
La Costa és una costa de muntanya del terme municipal de Tremp, al Pallars Jussà, en el territori de l'antic terme ribagorçà d'Espluga de Serra.
Està situada al vessant occidental del Tossal Gros, a l'extrem oest de la Serra de Sant Gervàs.